# Dongba

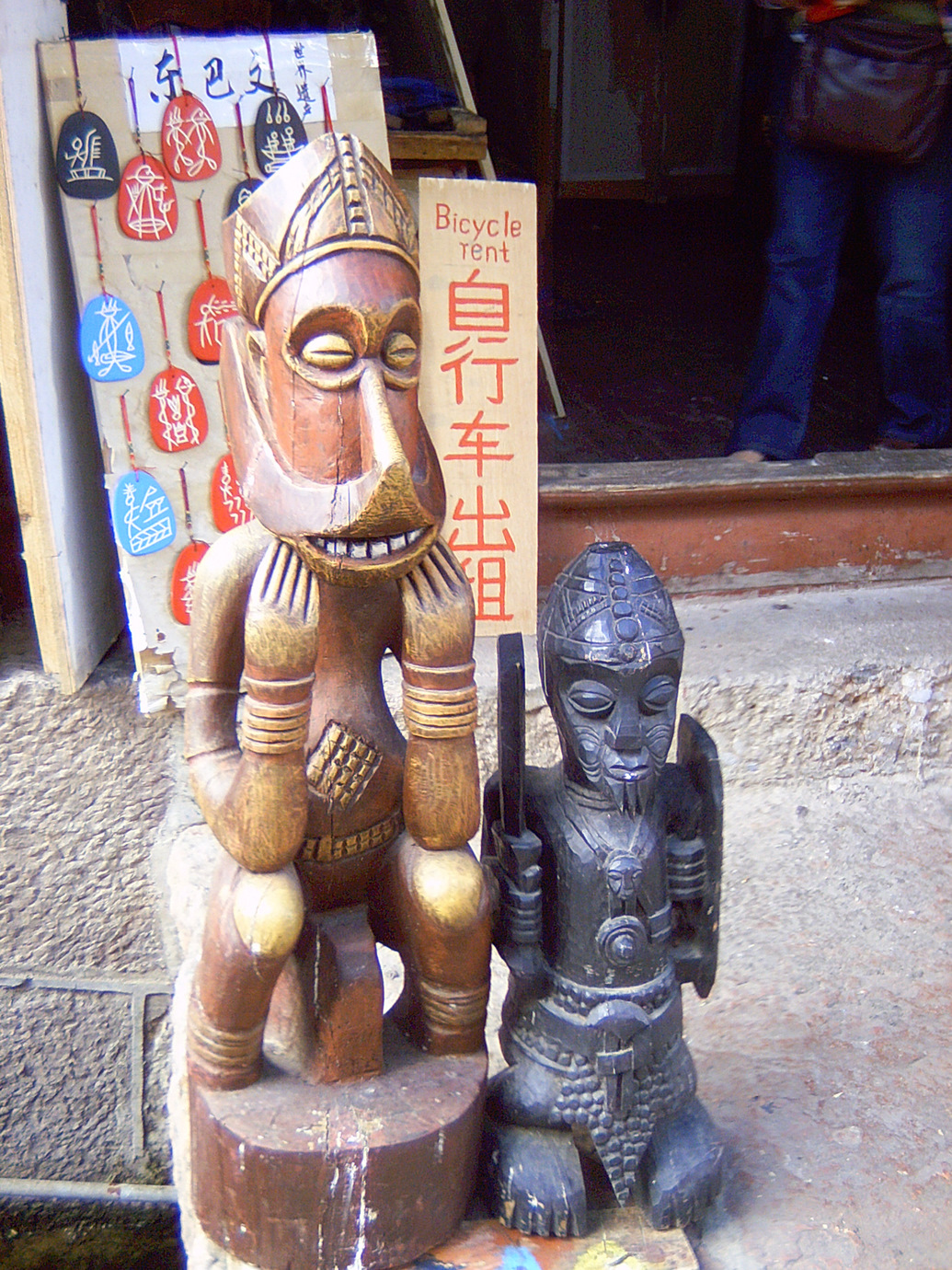
Dongba Talla de madera en la ciudad antigua de Shuhe,Yunnan

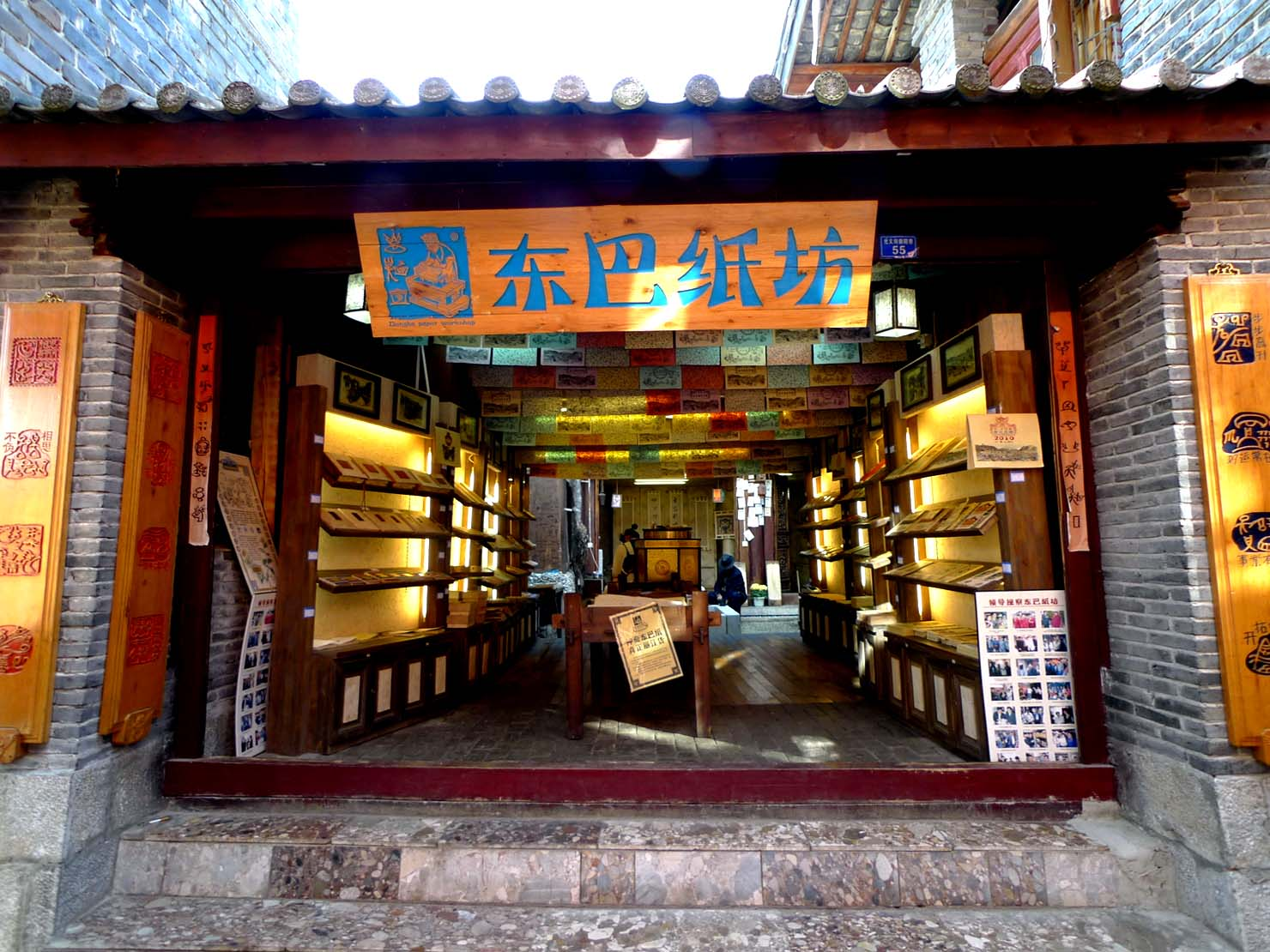
Dongba Tienda de papel en la ciudad vieja Lijiang

## Función en sociedad

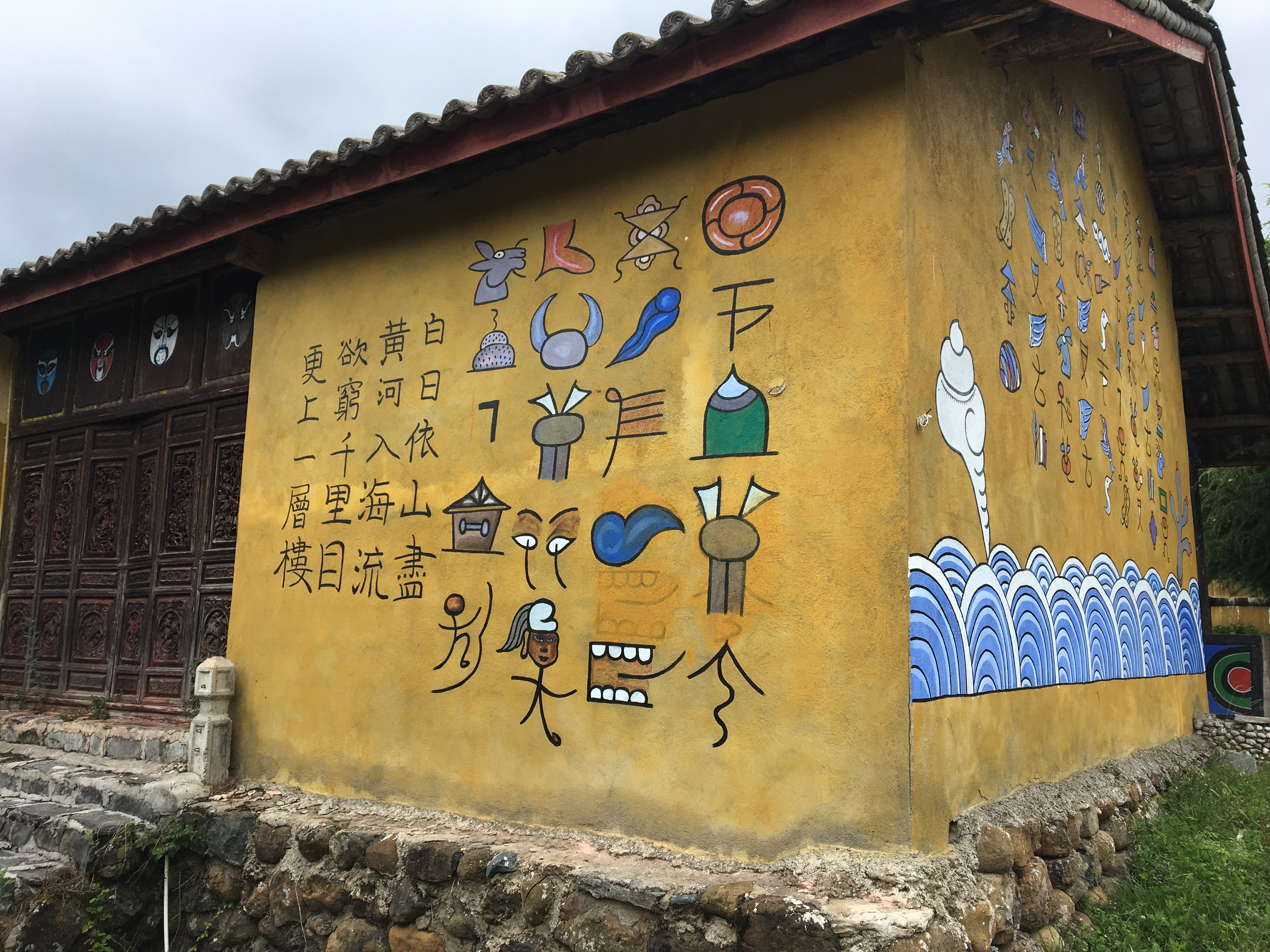
Caracteres de idioma Naxi, pueblo que en su mayoría son creyentes de la religión Dongba

Se cree que Dongba se originó en la religión indígena tibetana Bon. Según una leyenda Naxi, estas enseñanzas primero vinieron a Yunnan de Bön un chamán de Tibet oriental que nombró Dongba Shilo (丁巴什罗), un nombre similar a Tonpa Shenrab Miwoche, el fundador legendario de Bön. [La cita necesitada]. La fuerte influencia Tibetana puede ser vista hoy en los rituales y trajes de los sacerdotes Dongba , quiénes invocan espíritus Bön y es a menudo adornado con cuadros de dioses Bön en su altar. 
Actualmente, la religión está profundamente arraigada en la cultura Naxi, y los sacerdotes Dongba son los principales transmisores de la cultura tradicional Naxi, la literatura y los símbolos pictográficos Dongba. Los sacerdotes también llevan a cabo una variedad de rituales para propiciar a los muchos dioses y espíritus que se cree que juegan un papel activo en el mundo natural. El núcleo de la religión Dongba se basa en la creencia de que tanto el hombre como la naturaleza son dos medio hermanos nacidos de dos madres y el mismo padre.
Antes de la influencia tibetana, se sugiere que los sacerdotes Naxi originales eran mujeres llü-bu. En ese momento, las estatuas o imágenes religiosas podían verse ampliamente en todas partes.
Xu Duoduo. (2015). Una Comparación de las Veintiocho Mansiones Lunares Entre Dabaism y Dongbaism. Arqueoastronomia y Tecnologías Antiguas, 3 (2015) 2: 61-81 (enlaces: 1. academia.edu; 2. Archaeoastronomy Y Tecnologías Antiguas). A Comparison of the Twenty-Eight Lunar Mansions Between Dabaism and Dongbaism. Archaeoastronomy and Ancient Technologies, 3 (2015) 2: 61-81 (links: 1. academia.edu (enlace roto disponible en Internet Archive; véase el historial, la primera versión y la última).; 2. Archaeoastronomy and Ancient Technologies).
- Datos: Q1609992
- Multimedia: Dongba / Q1609992